# 步姓
步姓是中文姓氏之一，在《百家姓》中排第348位。在现代也是极罕见的姓氏。

## 起源
步姓出自姬姓郤氏，以地为氏。据《潜夫论》记载：春秋时晋国公族郤扬的食采邑在步，时称步扬。他的后代便有以祖先封地为姓的。后据《魏书·官氏志》记载：北魏步鹿根、步鹿孤氏改为步姓。

## 郡望
- 平阳郡：三国曹魏置，治所在平阳县，今山西临汾县西南。

## 延伸阅读
[在维基数据编辑]
 《百家姓》
 《欽定古今圖書集成·明倫彙編·氏族典·步姓部》，出自陈梦雷《古今圖書集成》